# Andraž Šporar
Andraž Šporar (Ljubljana, 27 de fevereiro de 1994) é um futebolista esloveno que atua como centroavante. Atualmente, defende o Alanyaspor.

## Carreira
Andraž Šporar começou a carreira no NK Interblock Ljubljana.
A 23 de janeiro de 2020, Andraž Šporar foi vendido do ŠK Slavan Bratislava para o Sporting, onde assinou por 5 épocas.

## Títulos
NK Olimpoija Ljubljana
- Campeonato Esloveno: 2015–16

FC Basel
- Campeonato Suiço: 2015–16, 2016–17
- Taça da Suiça: 2017

ŠK Slovan Bratislava
- Campeonato Eslovaco: 2018–19
- Taça da Eslováquia: 2017–18

Sporting
- Taça da Liga: 2020–21
- Liga Portuguesa: 2020-21